# Mallakhamb

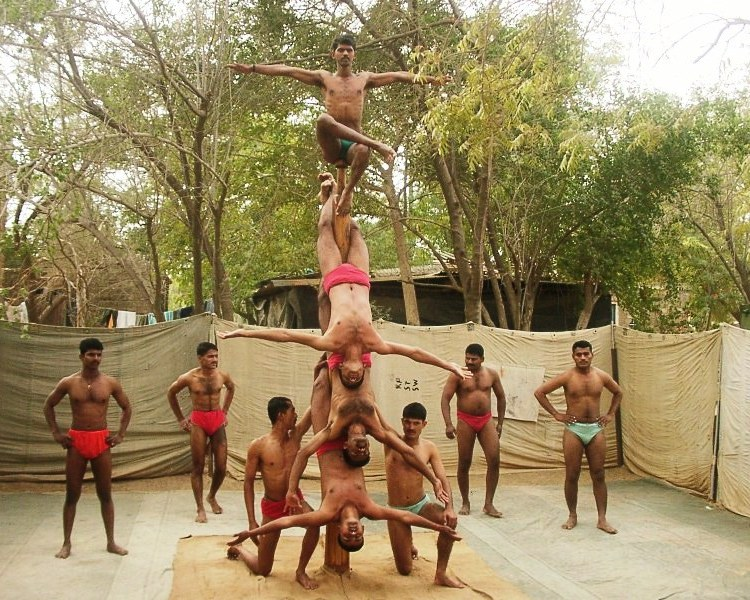
Groupe pratiquant le Mallakhamb en 2006.

Mallakhamb est une discipline sportive traditionnelle en Inde, qui s'apparente à de la gymnastique acrobatique. La particularité de ce sport est l'utilisation d'un poteau central dans les figures.